# Санники (гмина)
Санники (пол. Sanniki) — сельская гмина (волость) в Польше, входит как административная единица в Гостынинский повет, Мазовецкое воеводство. Население 6640 человек (на 2004 год).

## Демография
| Перепись                       | Всего   | Всего | Женщины | Женщины | Мужчины | Мужчины |
| ------------------------------ | ------- | ----- | ------- | ------- | ------- | ------- |
| Единицы                        | человек | %     | человек | %       | человек | %       |
| Население                      | 6640    | 100   | 3435    | 51,7    | 3205    | 48,3    |
| Плотность населения (чел./км²) | 70,2    | 70,2  | 36,3    | 36,3    | 33,9    | 33,9    |

## Соседние гмины
1. Гмина Гомбин
2. Гмина Илув
3. Гмина Керноза
4. Гмина Пацына
5. Гмина Слубице